# Dháfni (ort i Grekland, Peloponnesos)
Dháfni (Dafni) är en ort i Grekland.   Den ligger i prefekturen Nomós Korinthías och regionen Peloponnesos, i den södra delen av landet, 100 km väster om huvudstaden Aten. Dháfni ligger 497 meter över havet och antalet invånare är 256.
Terrängen runt Dháfni är kuperad.Runt Dháfni är det ganska glesbefolkat, med 31 invånare per kvadratkilometer. Närmaste större samhälle är Kiáto, 17,4 km nordost om Dháfni. 